# John Stainer
Pour les articles homonymes, voir Stainer.
John Stainer (Southwark, Londres, 6 juin 1840 - Vérone, 31 mars 1901) organiste et compositeur anglais de musique religieuse, en particulier d'un oratorio The Crucifixion : A Meditation on the Sacred Passion of the Holy Redeemer pour solistes (ténor et basse), chœur et orgue, sur un texte du révérend William Sparrow-Simpson.

## Biographie
Né à Southwark à Londres, il chanta dans le chœur de garçons de la cathédrale Saint-Paul, et à l'âge de 16 ans, fut engagé comme organiste au St Michael's College de Tenbury. En 1860 il devint organiste du Magdalen College d'Oxford, puis de la cathédrale Saint-Paul en 1872.
Il fut également actif dans l'enseignement, en devenant professeur de musique à l'université d'Oxford en 1889, et fut pionnier dans la recherche sur la musique ancienne, en particulier sur les productions de Guillaume Dufay.